# Putulanjärvi
Putulanjärvi är en sjö i kommunen Alavo i landskapet Södra Österbotten i Finland. Arean är 42 hektar och strandlinjen är 3,93 kilometer lång. Sjön  ingår i Lappo å huvudavrinningsområde.   Den ligger omkring 35 kilometer sydöst om Seinäjoki och omkring 280 kilometer norr om Helsingfors. 